# Сіон

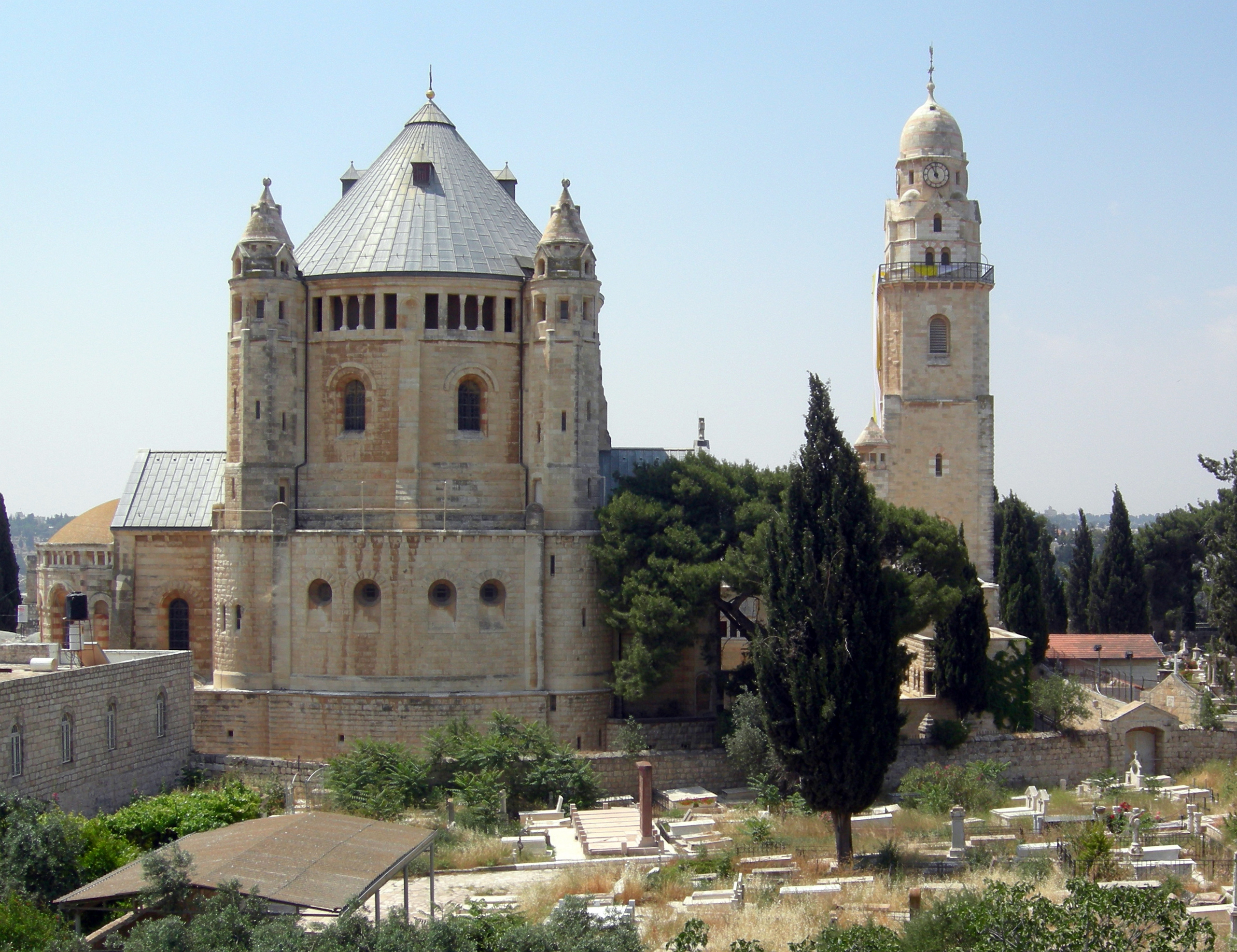
Храм Успіння Пресвятої Богородиці в Сіоні.

Сіон (від івр. ציון, трансліт. Ційон, також араб. صهيون, кириліз.: Сох'юн) — пагорб в Єрусалимі, який розташований в південно-західній частині Старого міста. Термін здебільшого використовується для позначення південної частини Західного пагорба (більшу частину якого займає Вірменський квартал) за межами міської стіни Старого міста Єрусалиму, рідше – для усього пагорба. Вислів «гора Сіон» зустрічається в єврейських релігійних текстах, спочатку у значенні міста Давида в нижній частині Східного пагорба, а пізніше й усього пагорба. У ширшому розумінні термін Сіон також використовується юдеями для всієї Землі Ізраїльської.
Західний пагорб з півночі межує з пагорбом Голгофа, із заходу та півдня – долиною Гінном, а зі сходу – з долиною Тиропеон.
До завоювання Єрусалима царем Давидом там стояла фортеця міста-держави Єрусалим, заснованого євусеями (2 Сам. 5:7). Для євреїв Сіон став символом Єрусалима, сподівань і всієї Землі Обітованої, до якої єврейський народ прагнув з часу розсіяння після руйнування Єрусалимського храму.
Згідно з Біблією, також альтернативна назва гори Гермон в Палестині (Втор. 4:48).

## Історія
До завоювання Єрусалима царем Давидом, Сіон знаходився у владі євусеїв, які побудували там фортецю (2 Сам. 5:7). Ізраїльському народу до часів Давида не вдавалося заволодіти містом, і воно залишалося для них як пише Книга Суддів (Суд. 19:10–12) «містом чужинців». У ті часи місто перекривало сполучення між південними та північними ізраїльськими племенами. Вже після взяття фортеці Давидом, Сіон отримав ще одну назву — Ір-Давид (Місто Давида; напр. 1 Цар. 8:1). Місто Давида стало місцем перебування царя та політичним центром всього царства. У скелях Сіону були гробниці Давида та інших царів. Пізніше назва Сіон стала включати і пагорб Офел (Іс. 32:14), а іноді і Храмову гору ([[|Йоїл]] 4:17–21). В епоху Хасмонеїв, горою Сіон називали Верхнє місто Єрусалиму. З трьох стін, які оточують Єрусалим, стіна що оточує Сіон, була найдавнішою. Ця територія була обнесена муром вже до I століття н. е.
У сучасному Єрусалимі по хребту Сіону проходить південна стіна Старого міста, побудована турками-османами у XVI столітті. До кінця XIX століття південна частина гори лежала поза містом. На вершині пагорба розташовані Сіонські ворота, що ведуть у Старе місто, перед якими стоїть Храм Успіння Пресвятої Богородиці в Сіоні.